# Ceca
Svetlana Ražnatović (rođena Veličković; Prokuplje, Srbija, 14. lipnja 1973.), poznatija kao Ceca, srbijanska je pjevačica pop-folk glazbe. Dobila je i nadimak Srpska majka te se smatra jednom od najpoznatijih srpskih pjevačica svih vremena. Ceca je izdala šesnaest studijskih albuma koji su ukupno prodani u oko sedam milijuna primjeraka, što je čini i jednom od najprodavanijih srpskih izvođačica svih vremena.

## Raniji život
Rođena je u Prokuplju, 14. lipnja 1973., a odrasla u selu Žitorađa, kao kći bravara Slobodana Veličkovića i učiteljice Mire Veličković. Ima godinu dana mlađu sestru, Lidiju. Nakon završetka osnovne škole posvetila se muzičkoj karijeri, a nekoliko godina kasnije izvanredno je završila srednju poljoprivrednu školu, smjer svinjogojstvo.

## Karijera
S devet godina je prvi put pjevala pred publikom, kada je s porodicom ljetovala u Crnoj Gori. Tu ju je zapazio poznati harmonikaš Mirko Kodić, koji joj je pomogao da snimi svoju prvu ploču "Cvetak zanovetak", 1988. godine. S pjesmom "Cvetak zanovetak" pobjedila je na muzičkom festivalu na Ilidži. Već naredne godine izdaje album "Ludo srce".
Godine 1990. Ceca objavljuje treći album "Pustite me da ga vidim". Godine 1993. godine započinje suradnju s kantautorskim dvojcem Marinom Tucaković i Milanom Radulovićem na svom petom albumu "Kukavica", objavljenom u izdanju Juvekomerca. Promoviran je njezinom prvom turnejom i prvim solističkim koncertom održanim u beogradskom Tašmajdanu. "Ja još spavam u tvojoj majici" naknadno je objavljen u lipnju 1994. Sljedeće godine izdala je "Fatalnu ljubav" preko PGP-RTS-a, s jednim od svojih najvećih hitova - "Beograd", koji je napisao bosanskohercegovački glazbenik Dino Merlin.
Ceca je također glumila Koštanu u filmskoj adaptaciji romana Borisava Stankovića "Nečista krv" iz 1996., ali je na kraju izrezana iz slike zbogbrojnih kritika. Godinu dana kasnije izdala je "Maskaradu". Njen deseti album, pod nazivom "Ceca 2000", objavljen je 1999. godine.
Ceca 2004. godine osvaja hit–liste pjesmama "Trula višnja", "Gore od ljubavi", "Pazi s kime spavaš" i "Prljavo, prljavo", a 2006. postaje jedna od najutjecajnijih srpskih pjevačica, zahvaljujući albumu "Idealno loša", i pjesmama "Lepi grome moj", "Manta, manta" i "Pile". Pet godina kasnije izdaje album "Ljubav živi", gdje su najpopularnije pjesme bile "Sve što imam i nemam ja", "Igračka samoće" i "Šteta za mene". Godine 2013. izašao je njen petnaesti album, a ona je na beogradskom Ušću održala koncert preko čak 150.000 ljudi. Aktualni Cecini hitovi su "Da raskinem s njom", "Pet minuta" i "Ime i prezime". Godine 2016. izdaje novi album pod nazivom "Autogram" gdje se posebno ističu pjesme "Autogram", "Didule", te duet sa srbijanskim glazbenim sastavom Tropico Band pod nazivom "Metar odavde".
Karijeru Svetlane Ražnatović obilježio je brak s ratnim zločincem Željkom Ražnatovićem Arkanom, zapovjednikom srpskih paravojnih jedinica, i predsjednikom nogometnog kluba Obilić. O njihovom ljubavnom životu špekuliralo se i nakon njegove smrti, 2000. godine.
Cecino ime vezuje se i za akciju „Sablja“ u kojoj je uhićena jer je u kući posjedovala veliku količinu oružja, kao i za aferu „Obilić“, odnosno za nelegalno prisvajanje novca od transfera igrača poznatog nogometnog kluba, zbog čega je 2012. godine u svojoj vili odležala zatvorsku kaznu od osam mjeseci. Tu je i medijski rat koji se godinama vodi između Cece i Jelene Karleuše, koja je 2012. godine dostigla vrh srpske glazbene scene. Usprkos činjenici da je njeno ime u medijima prisutno u različitim kontekstima, kako pozitivnim, tako i negativnim, Ceca je 2006. uspjela održati veliki koncert, okupivši oko 100.000 ljudi na beogradskom Ušću. Poslije dva desetljeća karijere, ona je i dalje najtraženiji domaći izvođač, uživa veliku popularnost u narodu, ima nadimak "Srpska majka".
Cecin prvi album "Cvetak Zanovetak" izašao je 1988. godine, kada je imala 15 godina. S pjesmom "Cvetak Zanovetak" osvojila je jednu od nagrada publike i žirija na festivalu u Ilidži. Sljedeće godine izdaje i drugi album "Ludo Srce". Pjesma "Lepotan" i "Zabranit ću srcu da te voli" postali su veliki i njeni prvi ozbiljni hitovi. 1990. godine izdaje treći album "To Miki" na kojem su najveći hitovi "Cipelice", "Drugarice,prokletnice" i "Pustite da ga vidim". 1991 godine izdaje album "Babaroga" s hitovima Babaroga, Volim te, Bivši, Hej vršnjaci. Iste godine glumi u seriji "Tajna nečiste krvi" s Rade Šerbedžijom. U to vrijeme snima antiratnu pjesmu "Neću protiv druga svog"  sa Šerbedžijom. Poslije albuma "Babaroga" snima "Šano, dušo". Album se nikada nije pojavio na tržištu. Na tom albumu su bile pjesme "Moj Dragane", "Dimitrijo, sine Mitre", "Zajdi, zajdi" i "Mito bekrijo". 1992. godine snima duet s Draganom Kojićem Kebom "U snu ljubim medna usta".

### 1993. – 1996. godina
1993. godine počinje suradnju s Aleksandrom Radulovićem i Marinom Tucaković i snima album "Šta je to u tvojim venama". Pjesma "Kukavica" postaje veliki hit, te iste godine Ceca održava prvi svoj koncert pred 12.000 ljudi na stadionu Tašmajdan.1994. godine izdaje album "Ja još spavam u tvojoj majici" s hitovima "Ja još spavam u tvojoj majici", "Volela sam te", "Vazduh koji dišem", "Kuda idu ostavljene devojke". Također, godine 1994. snima duet sa Željkom Šašićem "Ko na grani jabuka". Iste godine izdaje album album "Fatalna ljubav" na kojem su veliki hitovi Beograd, Idi dok si mlad, Volela sam volela, Fatalna ljubav. Ceca održava veliki koncert u dvorani Pionir. 1996. godine izdaje album "Emotivno luda" s hitovima Kad bi bio ranjen, Rođen s greškom, Mrtvo more, Doktor, Neodoljiv-neumoljiv.

### 1997. – 2002.
1997. godine izdaje album "Maskarada" s hitovima Maskarada, Nevaljala, Vreteno, Nagovori. Krajem 1999 godine izdaje album 2000 sa sloganom „Nova žena za novi milenijum“ s hitovima Votka s utehom, Crveno, Dokaz, Oproštajna večera. Ceca je na ovom albumu snimila duet s Acom Lukasom i grupom Luna. Dana 15. siječnja 2000. godine njen muž je ubijen u atentatu. Ceca se tada povlači iz javnog života i prekida promociju albuma. 2001. godine vraća se s albumom "Decenija" s velikim hitovima Zabranjeni grad, 39.2, Dragane moj, Bruka, Decenija, Tačno je. Dan nakon njezinog rođendana 15. lipnja 2002. održava spektakularni koncert na Zvezdinom stadionu "Marakana" pred 80.000 ljudi. Dugo godina je bila predsjednica fonda "Treće dijete".

### Prvo uhićenje 2003.
2003. godine nakon ubojstva premijera Zorana Đinđića, u akciji Sablja, uhićena je pod optužbom da je držala velike količine oružja u kući bez dozvole i da je sa sestrom pronevjerila novac u Obiliću. Poslije skoro četiri mjeseca provedenih u Centralnom zatvoru u Beogradu, puštena je na slobodu. Po izlasku iz zatvora Ceca provodi vrijeme sa svojom djecom i prijateljima.

### Uspjesi 2005. i 2006.
Godine 2004. snima novi album "Gore od ljubavi" na kojem se nalaze pjesme poput "Gore od ljubavi", "Trula višnja", "Pazi s kime spavaš", "Prljavo", "Pepeljara" i "Plan B". Godine 2005. izdaje remix album "London mix". Album je prodat u 100.000 primjeraka. Za doček Pravoslavne Nove godine, 13.01.2006. godine Ceca pjeva na trgu u Nišu pred 80.000 ljudi. 2006 godine. izdaje album "Idealno loša". 17. lipnja 2006. na Ušću održala je koncert pred 150.000 obožavatelja i promociju novog albuma s hitovima Pile, Koža pamti, Lepi grome moj, Idealno loša, Manta, manta. Poslije toga izdaje i live album "S Ušća".
Za pravoslavnu Novu godinu 2007. Ceca pjeva ispred skupštine Srbije pred 100.000 ljudi.

### Ceca music studio i koncert u Prilepu
Početkom 2009. godine otvara svoj glazbeni studio "Ceca music studio". Održava koncert 18. srpnja 2010. godine u Prilepu u Makedoniji pred 130.000 gledatelja.
2011. godine izdaje album "Ljubav živi". Nakon što je u veljači, 2012. godine izašla iz kućnog pritvora, započela je turneju „Ljubav živi“ koja je trajala do ljeta 2013. godine. U lipnju 2012. godine, izdala je Ceca specijal u kome se nalazio časopis s intervjuom kao i cd "Ljubav živi", kao i novi cd poklon "C - Klub" u kome su rađeni remiksi pjesama s posljednjeg albuma, kao i dvije nove pjesme, "Zagrljaj i "Probudi me kad bude gotovo". Pjesme su se odlično uklopile u stari repertoar. Svoj zadnji album je izdala 25.06.2016. godine. Svoj drugi koncert na Ušću održala je 28.lipnja 2013. na Vidovdan. Na koncertu je bilo preko 150.000 gledatelja.

## Kontroverze
Ceca je bila u braku sa Željkom "Arkanom" Ražnatovićem. Ražnatović je optužen za ratne zločine, kao i teško kršenje Ženevske konvencije.
Dana 12. ožujka 2003. izvršen je atentat na srpskog premijera Zorana Đinđića, zbog čega je bila pokrenuta operacija "Sablja". Ceca je uhapšena 17. ožujka 2003. te optužena za ilegalno posjedovanje veće količine vatrenog oružja. Osuđena je konačno na tri mjeseca u zatvoru.
Godine 2011. izjasnila se krivom za pronevjeru više milijuna eura od transfera igrača nogometnog kluba "FK Obilić", te ilegalno posjedovanje jedanaest komada vatrenog oružja. Ražnatovićeva je prodala petnaest igrača, a optužena je za ilegalni udio u prodaji. Ceca je negirala bilo kakvu umiješanost u ilegalne radnje, te nagodbom o priznanju krivice bila osuđena na osam mjeseci kućnog pritvora, izbjegavajući maksimalnu zatvorsku kaznu od 12 godina.
Ceci je prema nekim izvorima zabranjen ulazak u Hrvatsku jer je proglašena nepoželjnom osobom. Ona je te tvrdnje kasnije opovrgnula, tvrdeći da nema zabranu, no hrvatsko Ministarstvo unutarnjih poslova odbilo je dati komentar na istinitost te izjave u svrhu zaštite podataka.

## Nagrade i priznanja
U svojoj karijeri, Ceca je dobila preko 150 vrijednih nagrada i priznanja. Prve nagrade je dobila na samom početku svoje karijere.
- Dvije nagrade za debitanta godine i publike na festivalu na Ilidži
- Nagrada na Poselu 202
- Nagrada na Folk ligi
- Oskar popularnosti za najbolji duet 1991.
- Nagradu PGP-RTS-a za zlatni tiraž albuma "To Miki, 1991.
- Nagrada za hit ljeta 1991.
- Nagrada na Zlatnom Melosu 1993.
- Nagrada na Zlatnom Melosu za najbolju pjevačicu 1994.
- Nagrada za najbolju pjevačicu iz Republike Srpske 1994.
- Nagrada Republike Srpske za najbolju Srpkinju 1994.
- Nagrada Večernje Novostiza hit godine "Beograd",Na "Poselu 202" 1995.
- Nagrada Večernje Novosti (publike za najslušaniju pjesmu Na "Poselu 202" 1995.
- Nagrada Večernje Novosti za pjevačicu godineNa "Poselu 202" 1995.
- Nagrada "Palma tv" 1995.
- Nagrada za ličnost godine "Jesenjin tv" 1995.
- Nagrada za najbolju pjesmu "Mrtvo more" 1996.
- Nagrada za najbolju pjevačicu godine sa Šabanom Šaulićem 1997.
- Nagrada "Moja tajna" za najbolju ženu godine
- Nagrada "Viktor i Viktorija" za osobu desetljeća 1997.
- Nagrada časopisa "Svet" za najljepšu muzičku zvijezdu
- Nagrada Pink televizije za najstiliziranu javnu osobu
- Priznanje za fond Treće dijete, zahvalnica beogradskog WMA na mnogobrojnim donacijama, priznanje Crvenog križa
- Nagrada za pjevačicu godine 1998.
- Nagrada Zlatni violinski ključ za najveći tiraž 1999. godine
- statua Palma 1999.
- Nagrade manifestacije Melka 1999.
- Časopis "Vesti" joj je tri godine dodjeljivao nagradu za pjevačicu godine
- Časopis "Vesti" daje nagradu za hit pjesmu godine "Decenija" 2001.
- Časopis "Moja ljubav" dodjeljuje priznanje za ženu godine 2001.
- Časopis "Sabor" joj dodjeljuje nagradu za najbolji albumkao i za najbolju pjesmi "Dragane moj" 2001.
- Nagrada Pink televizije za najbolji solistički koncert na Markani 2002.
- Nagradu na "Beogradskom pobedniku" 2002.
- "Jesenjin tv" joj dodjeljuje nagradu najbolje folk pjevačice desetljeća, 2003.
- "Oskar popularnosti" joj dodjeljuje nagradu za najbolju pjevačicu 2004. godine.
- Časopis "Vesti" joj dodjeljuje nagrade za najpjevačicu godine kao i najbolju pjesmu godine" 2005.
- Časopis "Svet" je proglašava najpopularnijom slavnom ličnošću u Srbiji 2005.
- U Bugarskoj dobiva nekoliko muzičkih priznanja a iz Makedonije i, do sada, najveću muzičku nagradu - Nagrada za najbolju balkansku muzičku zvijezdu 2006.
- "Vesti" joj iste godine dodjeljuju 6 nagrada, tri nagrade publike i tri nagrade njenih kolega za najbolju pjesmu godine, album kao i najbolju pjevačicu godine. "Lepi grome moj" postaje hit godine a sa samo 10 glasova razlike je slijedi opet Cecina pjesma - "Žuto pile" 2006.
- Nagrada za najbolju pjevačicu svih vremena u Crnoj Gori 2006.

## Diskografija
Studijski albumi
- Cvetak zanovetak (1988.)
- Ludo srce (1989.)
- Pustite me da ga vidim (1990.)
- Babaroga (1991.)
- Šta je to u tvojim venama (1993.)
- Ja još spavam u tvojoj majici (1994.)
- Fatalna ljubav (1995.)
- Emotivna luda (1996.)
- Maskarada (1997.)
- Ceca 2000 (1999.)
- Decenija (2001.)
- Gore od ljubavi (2004.)
- Idealno loša (2006.)
- Ljubav živi (2011.)
- Poziv (2013.)
- Autogram (2016.)

## Vanjske povezice
- Ceca-stranica obožavatelja
- Ceca Music Studio
- Ceca (korisnik) na YouTubeu
- Beauty and the beast (engleski). Guardian. 4. siječnja 2004.
- Beauty and the beast (part two) (engleski). The Guardian. 4. siječnja 2004. Inačica izvorne stranice arhivirana 2. siječnja 2008. Pristupljeno 1. listopada 2021.